# Ultra Trail Mount Fuji
L'Ultra Trail Mount Fuji és una ultramarató que se celebra anualment a Yamanashi i Shizuoka, al Japó, des del 2012. La distància total és 168 km, l'altitud acumulada és de 9.500m, i el termini màxim per acabar la cursa és de 46 hores. La cursa comença i acaba al Yagizaki Parc de la ciutat de Fuji-Kawaguchi-ko a Yamanashi Prefecture, i rodeja el Mt.Fuji, acumulant altitud fins als 9,500m. El termini màxim és 46 hores. Els participants han de tenir més de 18 anys i han d'haver participat en curses similars anteriorment. És un esdeveniment esportiu similar a l'Ultra-Trail du Mont-Blanc. El 2014 esdeveniment va tenir 1.422 corredors. En categoria masculina va guanyar François Dhaene de França, Ryan Nicholas Sandes de Sud-àfrica i Mike Adam Foote dels Estats Units. En categoria femenina les vencedores foren Núria Picas de Catalunya, Fernanda Maciel del Brasil i Maria Semerjian de França.